# アマン・アンドム
アマン・ミカエル・アンドム（Aman Mikael Andom、アムハラ語: አማን ሚካኤል አንዶም, 1924年6月21日 - 1974年11月23日）は、エチオピアの軍人、政治家。エチオピア帝国崩壊後最初の国家元首であった。陸軍のクーデターにより皇帝ハイレ・セラシエ1世が退位した1974年9月12日から同年11月23日に暗殺されるまで権力を掌握していた。公的な肩書きは臨時軍事行政評議会議長である。同評議会はしばしばデルグ(Derg)と通称された。またデルグではハイレ・セラシエ1世の退位後、皇太子アスファ・ウォッセンを国家元首たる次代皇帝に指名していたものの、これは名目的なものに過ぎなかった。

## 生涯
エリトリア・ハマセンのツァゼガで生まれたエリトリア人だった。第3師団長としてのアマン・アンドム将軍は、東部国境にて幾度と無くソマリア軍の侵攻を撃退していた事から、「砂漠の獅子」の異名で知られた。しかし1964年には独断でソマリアへの侵攻を行った為、皇帝の勅令により解任された。以後はエチオピア議会にて政治活動に参加する。1974年2月から3月にかけて、彼は軍事政権の将校団と接触を持っていたとされ、7月には参謀長に就任する。その後、軍事政権が皇帝を宮殿から排除して第4師団本部に幽閉し、アマンは事実上の大統領職である議長に就任した。また「臨時軍事行政評議会」(Provisional Military Administrative Council, PMAC)なる名称もこの時期に定められた。

### 議長就任後
アマンの就任初日について、デヴィッド・オッタウェイ（David Ottaway）は著書の中で次のように記している。
将軍は諸問題に関する認識について自らとデルグ主要幹部との間に溝がある事に気づいた。その1つは彼が軍事指揮官たる「議長」なのか、単なる「スポークスマン」なのかという事である。
the general found himself at odds with a majority of the Derg's members over most major issues, including whether he was 'chairman' of the ruling military body or simply its 'spokesman.—デヴィッド・オッタウェイ、
アマンは3つの主要な問題についてデルグ主要幹部と対立した。1つ目の問題は、デルグの規模に関するもので、アマンは当時のデルグが肥大し過ぎていると考えており、規模の縮小を求めていた。2つ目の問題はエリトリア解放戦線(ELF)の扱いについてで、3つ目の問題はデルグ当局によって拘束されていた旧貴族や前政権の関係者らの処遇についてであった。アマンが2名の元首相を含む旧貴族およびその親類などの処刑を拒否した事により、デルグ主要幹部らとの関係は悪化していった。
アマンがエリトリア人であった事もデルグ主要幹部との対立の一因であった。彼自身はELFとの平和的交渉に基づく解決を望んでいたが、デルグ主要幹部の多くは軍事力を投入し断固として粉砕するべきと考えていた。アマンは2度に渡りエリトリアへの個人的な訪問を行っており、この折に帝政の崩壊が古い慣行の破壊であり、国家統一と進歩及びエリトリアの平和と繁栄の為に政府は尽力し、また軍がエリトリア人に対して行った犯罪に関する調査および処罰を行う旨を宣言した。
この頃には既にデルグ内部で反主流派の粛清の準備が進んでいた。当局により反主流派の存在が疑われていた部隊はケブラ・ザバグナ（Kebur Zabagna, 近衛師団）、空軍、陸軍工兵隊であり、特に陸軍工兵隊が警戒されていた。10月7日にはデルグの部隊が工兵隊の駐屯地を襲撃して5人を殺害、更に複数人を負傷させ、残った者を軟禁状態に置いた。バール・ザウデ(Bahru Zewde)は次のように記している。
こうして、この革命が無血に終わるなどという幻想は雲散霧消したのである。
With that, the illusion that the revolution would remain bloodless was exploded.—バール・ザウデ、
これを受けてアマンはデルグの外に支援を求めた。当時、彼はデルグ以外の陸軍や国民の間で非常に人気があった。11月15日にはデルグ寄りではなかった全ての軍部隊に対してメッセージを送っている。17日、デルグの総会議の中で副議長メンギスツ・ハイレ・マリアムは5,000人規模のエリトリア派兵と6人の旧政府高官の処刑を提案したが、アマンはこれを拒否し、さらに公職全てを退く旨を宣言した。その後、密かに第3師団の将兵を含む支持者らと連絡を取り合いつつ自宅にて隠居した。しかしメンギスツはアマンと支持者らの連絡を傍受していた。

### 粛清とその後
アマンは彼の逮捕に向かったデルグ側部隊との戦闘で死亡した。戦死したのか、それとも自決したのかは明らかになっていない。同日夜、デルグ当局は処刑を予定していた皇族・前閣僚・政府高官などの政治犯らをメネリク刑務所からアカキ中央刑務所まで護送した後、同刑務所内で全員を処刑した。バール・ザウデは、アマンは有能であったものの、デルグの政権運営にとって不都合な存在になっていたのだと結論付けている。